# Pariška nadbiskupija
Pariška nadbiskupija (lat. Archidioecesis Parisiensis, fr. Archidiocèse de Paris) ili Pariška nadbiskupija Naše Gospe (lat. Archidioecesis Parisiensis ou Archiepiscopatus Nostrae Dominae Parisiensis), metropolija i jedna od 23 nadbiskupije Katoličke Crkve u Francuskoj. Na razinu nadbiskupije uzdignuta je 20. listopada 1622. Obuhvaća područje grada Pariza, sa sufraganskim biskupijama u širem području Île-de-Francea. Nadbiskupska prvostolnica je katedrala Notre Dame, a zaštitnici nadbiskupije su sv. Denis, kojega se drži osnivačem pariške biskupije u 3. stoljeću i sv. Genoveva, zaštitnica Pariza. 

## Vanjske poveznice
- Službene stranice (fr.)